# Le Vengeur (film, 1977)
Pour les articles homonymes, voir Le Vengeur.
Pour plus de détails, voir Fiche technique et Distribution.
Le Vengeur (劍花煙雨江南, Jian hua yan yu jiang nan) est un film hongkongais réalisé par Lo Wei, sorti en 1977.

## Synopsis
Ciao Lei est le seul survivant d’une tuerie de toute sa famille. Il a eu le temps, auparavant, de confier Qian Qian sa compagne, à son ami Chuan. Les responsables de ce massacre sont des mercenaires dirigés par Ting, une redoutable combattante. Elle l'épargne et tombe sous le charme de Ciao. Le jeune homme est cependant bien décidé à apprendre le kung-fu avec la compagnie de Ting afin de retrouver son ami Chuan qui découvre que ce dernier est sur le point de se marier avec sa fiancée.

## Fiche technique
- Titre : Le Vengeur
- Titre original : 劍花煙雨江南 (Jian hua yan yu jiang nan)
- Titre anglais : To Kill With Intrigue
- Réalisation : Lo Wei
- Scénario : Ku Lung
- Musique : Frankie Chan
- Photographie : Chen Zhong Yuan
- Montage : Kwok Ting Hung
- Décors : Shih Mei Chu
- Costumes : Yen Yuan Li
- Société de production : Lo Wei Motion Picture Company
- Pays d'origine : Hong Kong
- Genre : Kung-fu, action, romance, wu xia pian
- Durée : 106 minutes (original) / 85 minutes (V.F)
- Date de sortie :
  -  Hong Kong : 22 juillet 1977
  -  France : 1985 en VHS

## Distribution
- Jackie Chan (VF : Jacques Bernard) : Ciao Lei
- Hsu Feng : Ting Can-Yan
- Yuk Ling-Lung : Qian Qian
- San Yat-Lung : Jin Chuan